# Giorgio Frinolli
Giorgio Frinolli (Roma, 12 luglio 1970) è un allenatore di atletica leggera ed ex ostacolista italiano.

## Biografia

### Carriera da atleta
Figlio dell'ostacolista Roberto Frinolli e della nuotatrice Daniela Beneck (a sua volta figlia di Bruno Beneck e nipote di Stefano Benech) e fratello del lunghista di interesse nazionale Bruno, Giorgio pratica come il padre i 400 metri ostacoli.
Allenato dal padre, Frinolli viene tesserato nel 1992 presso le Fiamme Azzurre, il gruppo sportivo della Polizia Penitenziaria, dopo che l'anno precedente aveva partecipato alla finale dei 400 hs alle Universiadi di Sheffield. Nel 1993 arrivano diversi successi: la conquista del record personale sugli ostacoli intermedi (49"23) ed il titolo nazionale assoluto di specialità; a questi si aggiungono la medaglia d'argento ai Giochi del Mediterraneo ed il quinto posto in Coppa Europa. Purtroppo non riesce ad ottenere per pochi centesimi l'ingresso nella finale ai Mondiali di Stoccarda.
Nel 1994 Frinolli è preda di un grave infortunio che lo perseguiterà ancora nel corso della carriera; nonostante i problemi di natura fisica riesce a partecipare ai Giochi olimpici di Sydney 2000, migliorando il suo personale in 49"22 durante le semifinali dei 400 hs.
Nel 2001 ottiene nuovi progressi a livello cronometrico; con un ottimo 49"04 a Milano riesce a battere il record personale del padre, a cui aggiunge per ben due volte un 48"8 manuale. Sfortunatamente non riesce a prender parte ai Mondiali di Edmonton dello stesso anno e nel 2002 è nuovamente vittima di un brutto infortunio.

### Carriera da allenatore
Nel 2004, al termine della carriera agonistica, Frinolli ha la possibilità di svolgere l'attività di preparatore atletico di alcuni giovanissimi atleti dell'Area Atletica, società giovanile romana. Ottiene subito grandi risultati e di pari passo con la sua esperienza di allenatore cresce la figura di Jessica Paoletta, giovane e promettente atleta romana specializzata nella velocità.
Nel 2005 nel congresso IAAF a Nairobi è testimonial della candidatura della città di Roma per i mondiali. Verso la fine del 2006 incontra la giovane Vincenza Calì nel reparto di fisioterapia delle Fiamme Azzurre, stessa società della velocista palermitana, che si trovava lì poiché aveva in quel frangente dei problemi ad un piede, mentre lui seguiva il recupero fisico di un calciatore. Ne nasce una collaborazione, che da quel giorno fino al termine del 2009, porta Frinolli a seguire gli allenamenti della giovane sprinter.
Per un breve periodo, Frinolli allena e segue anche Marco Torrieri. Da ottobre 2011 è l'allenatore della velocista fiorentina Audrey Alloh, in forza alle Fiamme Azzurre.

## Palmarès
| Anno | Manifestazione          | Sede       | Evento   | Risultato  | Prestazione | Note |
| ---- | ----------------------- | ---------- | -------- | ---------- | ----------- | ---- |
| 1993 | Giochi del Mediterraneo | Linguadoca | 400 m hs | Argento    | 49"51       |      |
| 1993 | Mondiali                | Stoccarda  | 400 m hs | Semifinale | 49"22       |      |
| 2000 | Giochi olimpici         | Sydney     | 400 m hs | Semifinale | 50"10       |      |